# Charles Baker
Charles Edward Baker (Washington D.C., 27 februari 1971) is een Amerikaans acteur.

## Biografie
Baker werd geboren in Washington D.C. en groeide op in Hawaï. Doordat zijn vader werkte als kolonel in het leger heeft hij in vele landen gewoond, zoals in Engeland en Israël. Zijn studie heeft hij aan diverse highschools gevolgd, zoals op de Southwest High School in Fort Worth en de London Central Elementary High School, een Amerikaanse school in Bushy Park. Hierna studeerde hij met een beurs in muziek aan de Tarrant County College in Fort Worth en hierna studeerde hij af in muziek en theaterwetenschap aan de University of Texas in Arlington (Texas). Baker begon met acteren in het theater in Texas. 
Baker begon in 2000 met acteren in de film Playing Dead, waarna hij nog meerdere rollen speelde in films en televisieseries. 

## Filmografie

### Films
Uitgezonderd korte films.
- 2024 Horizon: An American Saga - Chapter 1 - als ??
- 2019 El Camino: A Breaking Bad Movie - als Skinny Pete
- 2019 L.A. Confidential - als rechercheur Breuning
- 2018 Eleven Eleven - als Tim Faris
- 2018 Alterscape - als Sam Miller
- 2018 Twelfth Night - als Feste
- 2017 August Falls - als Jonas Prine
- 2016 Kreep - als Grady
- 2016 Approaching the Unknown - als Worsely
- 2016 The Neon Demon - als Mikey
- 2016 You Can't Win - als Fremont Older
- 2014 Wild - als T.J.
- 2014 Flutter - als Lonny
- 2013 Chicks'n'Guns - als Skinny Pete
- 2013 Ain't Them Bodies Saints - als Bear
- 2012 To the Wonder - als timmerman
- 2011 Meet Jane - als motelmanager
- 2011 Fright Flick - als Chase
- 2010 Trigun: Badlands Rumble - als Engelse stem
- 2010 Temple Grandin - als Billy
- 2009 Shroud - als William 'Billy' Sidehammer
- 2008 Splinter - als Blake Sherman jr.
- 2007 Evangelion: 1.0 You Are (Not) Alone - als Engelse stem
- 2007 One Piece Movie: The Desert Princess and the Pirates: Adventures in Alabasta - als Lasso / Duck (Engelse stem)
- 2007 Walking Tall: The Payback - als Nate
- 2006 Fat Girls - als aanwezige bij Roller Rink
- 2005 Walker, Texas Ranger: Trial by Fire - als Herman Van Horne
- 2000 Playing Dead - als barkeeper

### Televisieseries
Uitgezonderd eenmalige gastrollen.
- 2023 The Mandalorian - als Survivor Scout - 2 afl.
- 2021 Short Adam - als Greg Lloyd - 8 afl.
- 2020 Perry Mason - als Stanislaw Nowak - 4 afl.
- 2013-2017 The Blacklist - als Grey - 5 afl.
- 2014 Murder in the First - als Chris Walton - 6 afl.
- 2008-2013 Breaking Bad - als Skinny Pete - 15 afl.
- 2010 Fullmetal Alchemist - als Bliss (Engelse stem) - 3 afl.
- 2007-2008 Baccano! - als Nick (Engelse stem) - 12 afl.
- 2006 D.Gray-man - als Engelse stem - 2 afl.
- 2006 Ouran High School Host Club - als Engelse stem - 7 afl.
- 1999-2004 Shonen Jump's One Piece - als Engelse stem - 27 afl.